# Suchsdorf
Suchsdorf is een plaats in de duitse gemeente Kiel, deelstaat Sleeswijk-Holstein, en telt 9000 inwoners (2010). 
In Suchsdorf zijn er een station en een eigen basisschool, de Grundschule Suchsdorf.

## Prominente inwoners
In Suchsdorf woont de voormalig minister-president van de deelstaat Sleeswijk-Holstein, Torsten Albig.